# Seggiovia (trasporto navale)
In marina si chiama seggiovia un particolare tipo di teleferica temporanea, adibita al trasbordo di personale fra due navi in mare aperto, durante la navigazione. Si usa quasi esclusivamente nelle marine militari.

## Descrizione

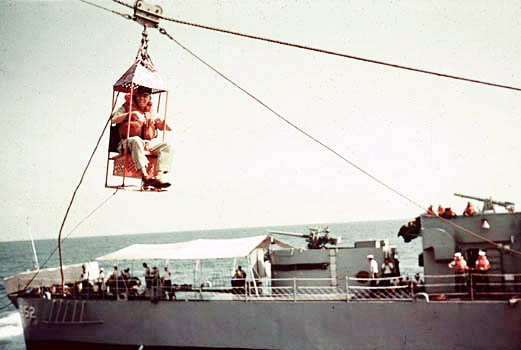
Trasferimento di personale via seggiovia (USS Rankin, 1960)

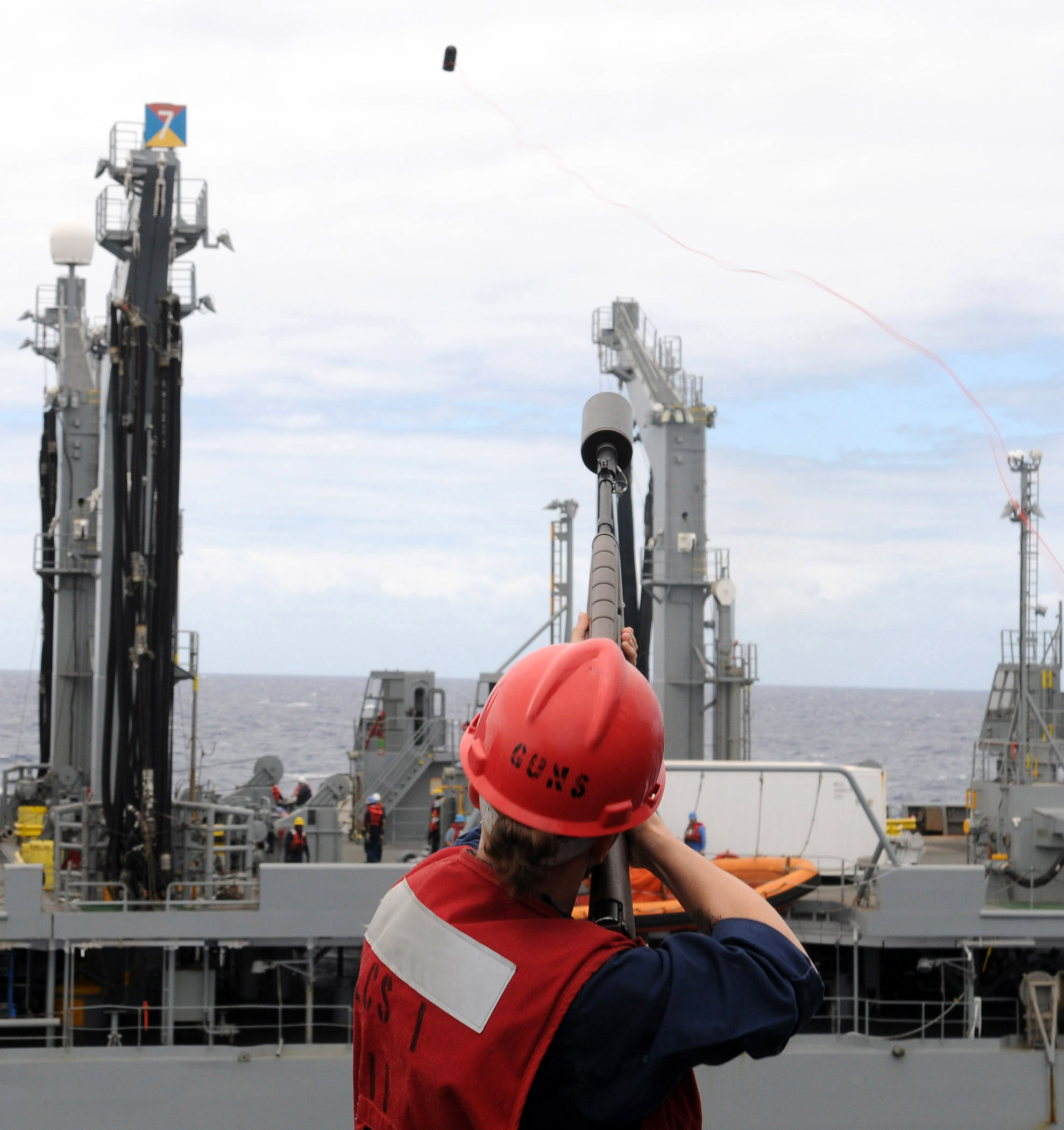
Sparo della sagola durante un rifornimento in mare

Viene usata per trasportare una persona alla volta, durante una particolare manovra, nella quale le due navi devono navigare affiancate, alla stessa velocità (relativamente bassa, 10-12 nodi) ed a distanza costante (20-30 metri circa). È una speciale procedura, utilizzata anche fra navi di Marine di differenti paesi, che coinvolge un'intera squadra di persone (addette sia a mantenere l'allineamento, la distanza e la velocità corretta, sia alla stesura della fune portante che alla movimentazione del seggiolino che sposta la persona da una nave all'altra), che viene provata con continuità durante le esercitazioni navali, tipicamente durante i rifornimenti in mare.
Dopo che le navi sono allineate, una sagola viene lanciata dalla coperta di una delle due navi verso l'altra, solitamente tramite una cartuccia esplosiva sparata da un fucile modificato, che riesce a farle superare alcune decine di metri. Tramite questa prima sagola viene passata una fune molto più robusta che viene messa in posizione fra i due scafi, la cui tensione viene mantenuta costante da una squadra di persone su ogni nave.
Su questa fune portante viene montato il seggiolino metallico sul quale viene fatta sedere la persona da trasportare, assicurata da cinture di sicurezza e munita di giubbotto salvagente. Il seggiolino viene quindi trascinato mediante un'altra fune, manovrata da un secondo gruppo di marinai, finché non raggiunge l'altra nave.
Il trasbordo del personale viene effettuato da una coperta all'altra, ad un'altezza di pochi metri dalle onde sottostanti. L'intera operazione richiede una notevole sincronizzazione, sia fra tutte le squadre di bordo che fra quelle delle navi stesse; i responsabili delle rispettive squadre si coordinano a distanza mediante apposite bandierine di segnalazione ed un uso convenzionale dei fischietti.